# Azteca (geslacht)
Azteca is een geslacht van mieren, dat behoort tot de onderfamilie Dolichoderinae.
De geslachtsnaam Azteca werd voor het eerst gepubliceerd door Auguste Forel in 1878. Als typesoort duidde hij Liometopum xanthochroum aan, door Julius Roger in 1863 beschreven.

## Soorten
Volgens AntWeb heeft dit geslacht (in 2015) 84 bestaande soorten, plus twee fossiele soorten (aangeduid met †). Ze komen voor in het Neotropisch gebied.
- Azteca adrepens Forel, 1911
- Azteca aesopus Forel, 1908
- Azteca alfari Emery, 1893
- †Azteca alpha Wilson, 1985
- Azteca andreae Guerrero, Delabie & Dejean, 2010
- Azteca angusticeps Emery, 1893
- Azteca aragua Longino, 1991
- Azteca aurita Emery, 1893
- Azteca australis Wheeler, 1942
- Azteca barbifex Forel, 1906
- Azteca beltii Emery, 1893
- Azteca bequaerti Wheeler & Bequaert, 1929
- Azteca brevicornis (Mayr, 1878)
- Azteca brevis Forel, 1899
- Azteca chartifex Emery, 1896
- Azteca christopherseni Forel, 1912
- Azteca coeruleipennis Emery, 1893
- Azteca constructor Emery, 1896
- Azteca cordincola Forel, 1921
- Azteca coussapoae Forel, 1904
- Azteca crassicornis Emery, 1893
- Azteca delpini Emery, 1893
- Azteca depilis Emery, 1893
- Azteca diabolica Guerrero, Delabie & Dejean, 2010
- Azteca duckei Forel, 1906
- Azteca duroiae Forel, 1904
- Azteca emeryi Forel, 1904
- †Azteca eumeces Wilson, 1985
- Azteca fasciata Emery, 1893
- Azteca flavigaster Longino, 2007
- Azteca forelii Emery, 1893
- Azteca foveiceps Wheeler, 1921
- Azteca gnava Forel, 1906
- Azteca godmani Forel, 1899
- Azteca goeldii Forel, 1906
- Azteca huberi Forel, 1906
- Azteca hypophylla Forel, 1899
- Azteca iheringi Forel, 1915
- Azteca instabilis (Smith, 1862)
- Azteca isthmica Wheeler, 1942
- Azteca jelskii Emery, 1893
- Azteca juruensis Forel, 1904
- Azteca lallemandi Forel, 1899
- Azteca lanuginosa Emery, 1893
- Azteca lattkei Longino, 1991
- Azteca laurae Guerrero, Delabie & Dejean, 2010
- Azteca linamariae Guerrero, Delabie & Dejean, 2010
- Azteca longiceps Emery, 1893
- Azteca lucida Forel, 1899
- Azteca luederwaldti Forel, 1909
- Azteca mayrii Emery, 1893
- Azteca merida Longino, 1991
- Azteca minor Forel, 1904
- Azteca muelleri Emery, 1893
- Azteca nanogyna Longino, 2007
- Azteca nigra Forel, 1912
- Azteca nigricans Forel, 1899
- Azteca oecocordia Longino, 2007
- Azteca olitrix Forel, 1904
- Azteca ovaticeps Forel, 1904
- Azteca paraensis Forel, 1904
- Azteca petalocephala Longino, 1991
- Azteca pilosula Forel, 1899
- Azteca pittieri Forel, 1899
- Azteca polymorpha Forel, 1899
- Azteca quadraticeps Longino, 2007
- Azteca salti Wheeler & Darlington, 1930
- Azteca sapii Forel, 1912
- Azteca schimperi Emery, 1893
- Azteca schumannii Emery, 1893
- Azteca sericea (Mayr, 1866)
- Azteca sericeasur Longino, 2007
- Azteca severini Emery, 1896
- Azteca snellingi Guerrero, Delabie & Dejean, 2010
- Azteca stanleyuli Forel, 1921
- Azteca stigmatica Emery, 1896
- Azteca subopaca Forel, 1899
- Azteca tachigaliae Forel, 1904
- Azteca theresiae Forel, 1899
- Azteca tonduzi Forel, 1899
- Azteca trailii Emery, 1893
- Azteca trianguliceps Forel, 1912
- Azteca trigona Emery, 1893
- Azteca ulei Forel, 1904
- Azteca velox Forel, 1899
- Azteca xanthochroa (Roger, 1863)